# 太平镇 (水富市)
太平镇，是中华人民共和国云南省昭通市水富市下辖的一个乡镇级行政单位。
2012年9月19日，云南省人民政府批复同意撤销太平乡，设立太平镇。

## 行政区划
太平镇下辖以下地区：
太平村、古楼村、复兴村、盐井村和二溪村。